# Reggenza di Sambas
La reggenza di Sambas (in indonesiano: Kabupaten Sambas) è una reggenza dell'Indonesia, situata nella provincia di Kalimantan Occidentale.
Deriva da un accordo stretto nel XVIII secolo tra i sultanati di Sambas e Aceh.